# Reinhold Svento
Reinhold Konstantin Svento (né Sventorzetski le 24 juillet 1881 à Saint-Pétersbourg et mort le 30 mars 1973 à Lappeenranta) est un homme politique finlandais,,. 

## Biographie
En 1907, Reinhold Svento obtient son diplôme de juge de l'université d'État de Saint-Pétersbourg.
Il travaille, entre autres, au bureau du gouverneur général de Finlande, mais doit démissionner en 1914 à la demande du gouverneur général Franz Albert Seyn.
Après la guerre civile finlandaise, le social-démocrate Reinhold Svento est rédacteur en chef de plusieurs magazines du Parti social-démocrate de Finlande (SDP). 
Il est conseiller municipal d'Helsinki de 1920 à 1922. 
Reinhold Svento est député Circonscription de Mikkeli du 5 septembre 1922 au 27 avril 1948.
De 1922 à 1945, il représente le Parti social-démocrate de Finlande (SDP) et de 1945 à 1948 la Ligue démocratique du peuple finlandais (SKDL), 
En 1937, il publie le livre l'ouvrier et le paysan, dans lequel il considère qu'un gouvernement du SDP et de l'Union agraire est nécessaire pour maintenir une société démocratique sous la pression du fascisme et du communisme.
Lors des négociations entre la Finlande et l'Union soviétique à l'automne 1939, Reinhold Svento exige la neutralité absolue de la Finlande.
Après la guerre d'Hiver, il attribue la principale cause du conflit à l'impérialisme des grandes puissances.
Pendant la guerre de continuation, Reinhold Svento s'implique dans les activités de l'opposition pour la paix (fi).
Reinhold Svento est vice-ministre des Affaires étrangères des gouvernements Paasikivi II (17.11.1944–17.04.1945), Paasikivi III (17.04.1945–26.03.1946) et Pekkala (26.03.1946–30.04.1948),.
Il est ambassadeur de Finlande à Berne de 1948 à 1951.

## Publications
- Sosialidemokratia ja kommunismi. 1926.
- Työmies ja talonpoika. 1937.
- Suomen ulkopolitiikka. 1938.
- Vetenskapen och politikens bankrott. 1953.
- Neuvostoliitto maailmanpolitiikan keskipisteessä. Helsinki: Suomi–Neuvostoliitto-Seura, 1959.
- Ystäväni Juho Kusti Paasikivi. Porvoo: WSOY, 1960.
- Tuleeko kolmas maailmansota? Helsinki: Tammi, 1965.

## Reconnaissance
- Titre de ministre, 1971